# Wolfgang Unverzagt
Wolfgang von Unverzagt (Vienna, 1535 – Vienna, 31 marzo 1605) è stato un nobile e politico austriaco.
Fu presidente della Hofkammer imperiale.

## Biografia
Wolfgang era figlio di Georg von Unverzagt (1515-1598). Sotto Massimiliano II e il suo successore Rodolfo II segretario del consiglio imperiale e ciambellano, mentre dal 1600 divenne presidente della Hofkammer la principale autorità fiscale dell'Impero.
Wolfgang von Unverzagt venne infeudato di alcuni feudi nella Bassa Austria, ottenendo nel 1574 Petronell e Regelsbrunn, e dal 1589 Ebenfurth e Retz.
Morì nel 1605 a Vienna e venne sepolto nella Schottenkirche.